# 네모토역
네모토역(일본어: 根本駅 ねもとえき[*])은 일본 기후현 다지미시에 위치한 도카이 여객철도 다이타선의 철도역이다. 단선 승강장 1면 1선의 구조를 갖춘 지상역이다.

## 이용 현황
| 연도     | 이용 현황 | 연도     | 이용 현황 |
| 1998년도 | 1,618     | 2006년도 | 1,248     |
| 1999년도 | 1,610     | 2007년도 | 1,240     |
| 2000년도 | 1,581     | 2008년도 | 1,269     |
| 2001년도 | 1,519     | 2009년도 | 1,206     |
| 2002년도 | 1,477     | 2010년도 | 1,215     |
| 2003년도 | 1,399     | 2011년도 | 1,207     |
| 2004년도 | 1,371     | 2012년도 | 1,228     |
| 2005년도 | 1,282     | 2013년도 | 1,258     |
| -------- | --------- | -------- | --------- |

## 역 주변
- 국도 제248호선
- 다카네 산
- 네모토 성 터
- 다지미 시청 네모토 사무소

## 역사
- 1920년 2월 15일 : 도노 철도의 역으로서 개업.
- 1926년 9월 25일 : 도노 철도의 국유화에 의해, 일본국유철도의 역이 된다.
- 1928년 10월 1일 : 신선 개업에 의해 폐지.
- 1952년 12월 26일 : 신선 위에 재개업. 여객 영업만.
- 1972년 : 업무 위탁화.
- 1987년 4월 1일 : 일본국유철도 분할 민영화에 의해, 도카이 여객철도가 승계.
- 2000년 12월 1일 : 낮과 약간에 각각 창구 폐쇄 시간을 부여함. 당시는 12:30 ~ 13:30분과 19:00 ~ 19:40분의 2회. 집개찰은 첫차 - 막차 까지는 변경 없음.
- 2005년 3월 1일 : 영업 시간을 7:15 ~ 19:15분으로 변경. 영업 시간외는 셔터 문으로 창구를 폐쇄.
- 2010년 3월 13일 : TOICA 사용 개시.

## 인접 역
| 도카이 여객철도 다이타선 | 도카이 여객철도 다이타선 | 도카이 여객철도 다이타선 |
| ------------------------ | ------------------------ | ------------------------ |
| 고이즈미 다지미 방면     | ■ 다이타선               | 히메 미노오타 방면       |